# 제릉 (조선)
제릉(齊陵)은 태조 이성계의 원비인 신의왕후 한씨의 능이다. 현재의 개성시 판문구역에 있으며, 후릉 등과 함께 북한에 있는 조선 왕릉 중의 하나이다.

## 개요
신의왕후는 1337년 음력 9월 고려(高麗)의 동북지방 영흥(永興)의 호족 가문 출신으로 태어났다. 15살이 되던 1351년에 비슷한 호족 신분의 2살 연상인 이성계(李成桂)와 혼인을 하여 6남 2녀를 낳았다. 그중 방과는 제2대 정종이며, 방원은 제3대 태종이다. 큰 아들 방우, 둘째 방과, 세째 방의, 네째 방간, 다섯째 방원, 여섯째 방연과 경신공주, 경선공주를 낳았다.
한씨는 조선 개국 1년 전인 1391년 음력 9월 12일, 위장병의 악화로 55세의 나이로 세상을 떠났다. 이로 인해 신덕왕후 강씨가 태조의 정비가 되는데, 이는 왕자의 난의 원인이 된다. 한편 한씨는 태조 2년 1393년 음력 9월 18일 절비(節妃)로 추존되었고, 그로부터 7년 후에 정종 원년 1398년 음력 11월 11일 신의왕후(神懿王后)로 추존하였다.
능호는 제릉(齊陵)이며, 수도 천도 이전에 만들어진 능묘이기 때문에 개성에 위치하고 있다.
조선 정조가 직접 쓴 《어제의빈묘지명》에 따르면, 정조의 후궁 의빈 성씨의 7대조 성만종이 제릉의 참봉(종9품)이었다.
- 개성특별시 개풍구역 대련리, 북위 37° 53′ 47.4936″ 동경 126° 33′ 24.2958″ / 북위 37.896526000°  동경 126.556748833°

## 같이 보기
- 조선의 왕릉